# بخش بلفاست، شهرستان موری، مینه سوتا
بخش بلفاست (به انگلیسی: Belfast Township) یک منطقهٔ مسکونی در ایالات متحده آمریکا است که در شهرستان مورای، مینه‌سوتا واقع شده‌است.
 بخش بلفاست ۹۳٫۲ کیلومتر مربع مساحت و ۱۹۵ نفر جمعیت دارد و ۴۵۶ متر بالاتر از سطح دریا واقع شده‌است.